# هاروتو شیرای
هاروتو شیرای (انگلیسی: Haruto Shirai؛ زادهٔ ۲۳ اکتبر ۱۹۹۹) بازیکن فوتبال اهل ژاپن است.
از باشگاه‌هایی که در آن بازی کرده‌است می‌توان به باشگاه فوتبال گامبا اوساکا اشاره کرد.